# Wafi Aminuddin
Wafi Amimuddin (Bandar Seri Begawan, Brunéi; 20 de septiembre de 2000) es un futbolista de Brunéi que juega en la posición de defensa central con el DPMM FC de la Liga Premier de Singapur desde el año 2025.

## Carrera
Wafi comenzó su carrera en liga con el equipo nacional juvenil Tabuan Muda, siendo capitán del equipo sub-17 en la Liga Premier de Brunéi 2016, y posteriormente del equipo 'A' que compitió en la Brunei Super League 2017-18. En 2018 tuvo una estancia de entrenamiento en el Instituto Tecnológico de Tokio en Japón. Posteriormente se unió a DPMM FC como jugador juvenil para disputar la Liga Premier de Brunéi 2019. Tras conseguir el título de liga con el equipo de academia, sus actuaciones como capitán llamaron la atención del nuevo entrenador Adrian Pennock, quien lo promovió al primer equipo.
Debutó en la Liga Premier de Singapur el 13 de abril de 2019 en la victoria 1-7 contra el Balestier Khalsa.
Desde 2020 jugó en las ligas locales de Brunéi, y el 4 de diciembre de 2022 ganó la Copa FA de Brunéi de 2022 con DPMM.
El 19 de marzo de 2023, durante una derrota 1-3 frente al Geylang International, Wafi fue retirado en camilla tras una caída, y posteriormente se confirmó que sufrió una rotura del ligamento cruzado anterior y un desgarro del menisco interno en su rodilla derecha, lo que lo dejó fuera por el resto de la temporada. Fue dado de baja por DPMM al inicio de la Liga Premier de Singapur 2024-25.
A mediados de 2024, Wafi fichó por el Kasuka, donde ya jugaban sus hermanos Afi y Bazli. Debutó oficialmente el 17 de julio en la ida de los play-offs clasificatorios del Campeonato de Clubes de la ASEAN 2024-25 contra el Shan United de Myanmar, que terminó en empate 1-1. También fue titular en el partido de vuelta una semana después, en el que Kasuka fue eliminado tras perder 3-1.
Tras medio año en el Kasuka FC en la Brunei Super League 2024-25, Wafi regresó a DPMM FC en diciembre de 2024. Reapareció con el DPMM el 23 de febrero de 2025 en una derrota 0-1 frente al Tampines Rovers. Fue liberado nuevamente al finalizar la temporada.

### Clubes
| Club        | País   | Año       |
| ----------- | ------ | --------- |
| Tabuan Muda | Brunéi | 2017-2018 |
| DPMM FC II  | Brunéi | 2018-2019 |
| DPMM FC     | Brunéi | 2019-2023 |
| Kasuka FC   | Brunéi | 2024      |
| DPMM FC     | Brunéi | 2025-     |

### Selección nacional
Ha estado en el proceso de selecciones nacionales desde la categoría sub-14, acumulando 34 partidos internacionales y la participación en los Juegos del Sudeste Asiático de 2019. Debutó con Brunéi el 11 de junio de 2019 en la victoria por 2-1 sobre Mongolia en Bandar Seri Begawan por la clasificación de AFC para la Copa Mundial de Fútbol de 2022 y su primer gol internacional lo anotó el 5 de noviembre de 2022 en la victoria por 6-2 sobre Timor Oriental en Bandar Seri Begawan por la clasificación para el Campeonato de la AFF 2022.

#### Goles internacionales
| # | Fecha                  | Estadio                                                   | Oponente       | Gol | Resultado | Competición                                     |
| - | ---------------------- | --------------------------------------------------------- | -------------- | --- | --------- | ----------------------------------------------- |
| 1 | 5 de noviembre de 2022 | Track & Field Sports Complex, Bandar Seri Begawan, Brunéi | Timor Oriental | 5–2 | 6–2       | Clasificación Copa Mitsubishi Electric AFF 2022 |

## Vida personal
Wafi viene de una familia de futbolistas, su hermano Afi también ha sido seleccionado nacional como parte del Kasuka FC. Ulfi también fue seleccionado nacional juvenil y actualmente juega fútbol sala con el Street United. Su hermano menor Bazli ha sido seleccionado nacional sub-23.

## Palmarés
- Brunei Premier League: 2018-19
- Singapore Premier League: 2019
- Brunei FA Cup: 2022
- Brunei Super League: 2024-25